# Nombre de Pisot-Vijayaraghavan
En mathématiques, un nombre de Pisot-Vijayaraghavan (parfois simplement appelé nombre de Pisot) est un entier algébrique réel strictement supérieur à 1, dont tous les éléments conjugués ont un module strictement inférieur à 1. Ces nombres se caractérisent par le fait que la suite de leurs puissances se rapproche rapidement d'une suite d'entiers.

## Historique
Après la découverte par Axel Thue en 1912 de ce que certains nombres algébriques étaient caractérisés ainsi, l'étude de ces nombres fut approfondie par Godfrey Hardy en relation avec un problème d'approximation diophantienne. Ce travail fut complété par T. Vijayaraghavan, un mathématicien indien de la région de Madras qui vint à Oxford pour travailler avec Hardy au milieu des années 1920. La même condition apparaît aussi dans certains problèmes sur les séries de Fourier et fut étudiée en 1938 par Charles Pisot. Le nom de ces nombres, formé par ces deux derniers auteurs, est maintenant communément en usage. Pisot démontra en particulier un théorème de caractérisation de ces nombres parmi les nombres algébriques, mais la question de savoir si cette caractérisation reste valable pour tous les réels est encore un problème ouvert.

## Définitions

### Entiers algébriques
On appelle entier algébrique de degré n une racine α d'un polynôme unitaire irréductible P(x) de degré n et à coefficients entiers ; ce polynôme est appelé le polynôme minimal  de α, et les autres racines de P(x) sont appelées les conjugués de α.

### Nombres de Pisot
Un entier algébrique réel α est un nombre de Pisot-Vijayaraghavan (ou plus simplement un nombre de Pisot) si α > 1, et si tous ses conjugués (réels ou complexes) sont de module strictement inférieur à 1.

### Nombres de Salem
Si, dans la définition des nombres de Pisot, on remplace la condition (où {\displaystyle \alpha _{2},\ldots ,\alpha _{d}} désignent les conjugués de α) :
 par la condition 
 on obtient la définition des nombres de Salem.

## Exemples
Tout entier supérieur ou égal à 2 est un nombre de Pisot (il n'a pas de conjugué).
L'entier quadratique {\displaystyle \alpha \ =a+b{\sqrt {d}}\,}, où a, b et d sont tous trois des entiers (positifs) et d n'est pas un carré, admet un conjugué {\displaystyle \alpha '=a-b{\sqrt {d}}\,}.
La condition pour que {\displaystyle \alpha } soit un nombre de Pisot est alors que {\displaystyle -1<\alpha '<1}.
Ainsi, le nombre d'or {\displaystyle \varphi }, dont le polynôme minimal est x2 − x − 1, est un entier quadratique ; c'est un nombre de Pisot car {\displaystyle \varphi ={\frac {1+{\sqrt {5}}}{2}}>1} et son conjugué {\displaystyle \varphi '} vérifie {\displaystyle |\varphi '|=\left|{\frac {1-{\sqrt {5}}}{2}}\right|=\left|{\frac {1}{\varphi }}\right|<1}.
Les solutions positives {\displaystyle \beta _{n}} (constantes de n-acci) des équations :
sont des nombres de Pisot ({\displaystyle \beta _{2}} est le nombre d'or et {\displaystyle \beta _{3}} est la constante de Tribonacci). La suite des {\displaystyle \beta _{n}} converge vers 2.

## Propriétés

### Propriétés élémentaires
- Tout entier positif > 1 est un nombre de Pisot, et ce sont les seuls rationnels qui sont des nombres de Pisot.
- Si α est un nombre de Pisot dont le polynôme minimal a pour terme constant k, α est supérieur à |k|. Il en résulte que tous les nombres de Pisot inférieurs à 2 sont des unités algébriques, c'est-à-dire que leur inverse est encore un entier algébrique.

- Si α est un nombre de Pisot, il en est de même pour toutes ses puissances αk, avec k entier.

- Tout corps de nombres algébriques réel K de degré n contient un nombre de Pisot de degré n, et ce nombre est un générateur de K. L'ensemble des nombres de Pisot de degré n dans K est stable pour la multiplication, c'est-à-dire que le produit de deux de ces nombres en est un.

- Pour tous M et n fixés, il n'y a qu'un nombre fini de nombres de Pisot de degré n qui sont inférieurs à M.

- Pour tout {\displaystyle \theta >1}, la série {\displaystyle \sum _{n=0}^{\infty }\sin ^{2}(\pi \theta ^{n})} est convergente si et seulement si {\displaystyle \theta } est un nombre de Pisot[1].

- On définit pour tout réel {\displaystyle \theta >1} et {\displaystyle \theta \neq 2} l'expression {\displaystyle \Gamma _{\theta }(u)=\prod _{k=0}^{\infty }\cos(u\theta ^{-k})}, bien définie pour tout {\displaystyle u>0}[N 1]. Alors on a {\displaystyle \lim \limits _{u\to +\infty }\Gamma _{\theta }(u)=0} si et seulement si {\displaystyle \theta } n'est pas un nombre de Pisot[1],[N 2].

### Propriétés diophantiennes
L'intérêt principal des nombres de Pisot est que leurs puissances sont très mal réparties modulo 1, alors que la suite des puissances de presque tout réel strictement supérieur à 1 est équidistribuée modulo 1. Dans la suite, ||x|| désigne la distance du nombre réel x à l'entier le plus proche.
Si α est un nombre de Pisot et si λ est un nombre algébrique appartenant au corps engendré par α, alors la suite {\displaystyle \|\lambda \alpha ^{n}\|}
tend vers 0 en étant majorée par {\displaystyle cK^{n}} (avec K < 1) (cette propriété est une conséquence des identités de Newton). Pour λ = 1 et la suite {\displaystyle \|\alpha ^{n}\|}, on a :
où d est le degré de α et {\displaystyle \rho =\max\{|\alpha _{2}|,\ldots ,|\alpha _{d}|\}<1}.
On peut ainsi construire des nombres presque entiers : on a par exemple {\displaystyle (3+{\sqrt {10}})^{6}=27\,379+8\,658{\sqrt {10}}\approx 54\,758-{\frac {1}{54\,758}}\approx 54\,757{,}999\,981\,7\dots } (ce qui revient à dire que {\displaystyle {\frac {27\,379}{8\,658}}\approx 3{,}162\,277\,662\dots } est une bonne approximation rationnelle de {\displaystyle {\sqrt {10}}\approx 3{,}162\,277\,660\dots }).
Ce résultat admet des réciproques partielles, caractérisant les nombres de Pisot parmi les nombres réels et parmi les nombres algébriques :
- Si α est un nombre réel > 1 et s'il existe un nombre réel non nul λ tel que la suite {\displaystyle \|\lambda \alpha ^{n}\|} est une suite de carré sommable, c'est-à-dire que{\displaystyle \sum _{n=1}^{\infty }\|\lambda \alpha ^{n}\|^{2}<\infty }, alors α est un nombre de Pisot et λ est un nombre algébrique appartenant au corps engendré par α (résultat connu sous le nom de théorème de Pisot).
- Si α est un nombre algébrique > 1 et s'il existe un nombre réel non nul λ tel que la suite {\displaystyle \|\lambda \alpha ^{n}\|} converge vers 0 (donc que {\displaystyle \lim _{n\to \infty }\|\lambda \alpha ^{n}\|=0}), alors α est un nombre de Pisot et λ est un nombre algébrique appartenant au corps engendré par α.

La conjecture de Pisot-Vijayaraghavan est l'affirmation selon laquelle cette seconde caractérisation reste valable parmi tous les nombres réels (non nécessairement algébriques). On sait seulement qu'il n'y a qu'un ensemble dénombrable de nombres réels ayant cette propriété, mais on ignore s'ils sont tous algébriques.

## Propriétés de l'ensemble des nombres de Pisot
Notant S l'ensemble des nombres de Pisot (qui est dénombrable, puisque sous-ensemble des nombres algébriques), Raphaël Salem a montré que S est fermé, c'est-à-dire qu'il contient tous ses points limites (sa démonstration utilise une version constructive de la caractérisation diophantienne précédente : étant donné un nombre de Pisot α, on peut trouver un réel λ tel que 0 < λ ≤ α et {\displaystyle \sum _{n=1}^{\infty }\|\lambda \alpha ^{n}\|^{2}\leq 9}, ce qui permet d'utiliser à nouveau la caractérisation de Pisot pour montrer qu'une limite de nombres de Pisot en est encore un).
S étant fermé, il possède un plus petit élément. Carl Siegel a montré que le plus petit nombre de Pisot est l'unique racine réelle du polynôme X3 – X – 1 (approximativement 1,324 718) ; ce nombre est connu sous le nom de nombre plastique (parfois confondu avec le nombre d'argent), et il est isolé dans S. Siegel construisit deux suites de nombres de Pisot convergeant vers le nombre d'or {\displaystyle \varphi } et demanda si {\displaystyle \varphi } était le plus petit point d'accumulation de S. Ce résultat fut démontré par Dufresnoy et Pisot, qui déterminèrent également tous les éléments de S inférieurs à {\displaystyle \varphi } (découvrant certains nombres de Pisot n'appartenant pas aux séquences de Siegel). Vijayaraghavan montra que S a un nombre infini de points limites et plus précisément, que la suite des ensembles dérivés {\displaystyle S,S',S'',\ldots } ne se termine pas. Plus précisément encore, David Boyd et Daniel Mauldin ont démontré que l'intersection {\displaystyle S^{(\omega )}} de ces ensembles est vide, et ont déterminé le type d'ordre exact de S.
L'ensemble T des nombres de Salem (voir supra) est étroitement lié à S. On a démontré que S est inclus dans l'ensemble T’ des points limites de T ; on conjecture que l'union de S et T est fermée.

## Petits nombres de Pisot
La table ci-dessous donne les 10 plus petits nombres de Pisot, en ordre croissant. Tous les nombres de Pisot inférieurs au nombre d'or, sauf le huitième, font partie des deux familles découvertes par Siegel, et sont racines de polynômes de la forme
{\displaystyle P_{2n}={\frac {x^{2n}(x^{2}-x-1)+1}{x-1}}=x^{2n+1}-{\frac {x^{2n}-1}{x-1}}} ou {\displaystyle P_{2n+1}={\frac {x^{2n+1}(x^{2}-x-1)+1}{x^{2}-1}}=x^{2n+1}-{\frac {x^{2n+2}-1}{x^{2}-1}}}
ou
{\displaystyle Q_{n}=x^{n}(x^{2}-x-1)+(x^{2}-1)}
(c'est-à-dire que leur polynôme minimal divise ces polynômes),.
|    | Valeur                | Polynôme minimal                                   | Forme                       |
| -- | --------------------- | -------------------------------------------------- | --------------------------- |
| 1  | 1,3247179572447460260 | {\displaystyle x^{3}-x-1\,} (nombre plastique)     | {\displaystyle P_{2}=Q_{1}} |
| 2  | 1,3802775690976141157 | {\displaystyle x^{4}-x^{3}-1\,}                    | {\displaystyle Q_{2}}       |
| 3  | 1,4432687912703731076 | {\displaystyle x^{5}-x^{4}-x^{3}+x^{2}-1\,}        | {\displaystyle Q_{3}}       |
| 4  | 1,4655712318767680267 | {\displaystyle x^{3}-x^{2}-1\,}(super nombre d'or) | {\displaystyle P_{3}}       |
| 5  | 1,5015948035390873664 | {\displaystyle x^{6}-x^{5}-x^{4}+x^{2}-1\,}        | {\displaystyle Q_{4}}       |
| 6  | 1,5341577449142669154 | {\displaystyle x^{5}-x^{3}-x^{2}-x-1\,}            | {\displaystyle P_{4}}       |
| 7  | 1,5452156497327552432 | {\displaystyle x^{7}-x^{6}-x^{5}+x^{2}-1\,}        | {\displaystyle Q_{5}}       |
| 8  | 1,5617520677202972947 | {\displaystyle x^{6}-2x^{5}+x^{4}-x^{2}+x-1\,}     |                             |
| 9  | 1,5701473121960543629 | {\displaystyle x^{5}-x^{4}-x^{2}-1\,}              | {\displaystyle P_{5}}       |
| 10 | 1,5736789683935169887 | {\displaystyle x^{8}-x^{7}-x^{6}+x^{2}-1\,}        | {\displaystyle Q_{6}}       |
|    |                       |                                                    | {\displaystyle \dots }      |
|    |                       |                                                    | {\displaystyle Q_{n}}       |
|    |                       |                                                    | {\displaystyle P_{n}}       |
|    |                       |                                                    | {\displaystyle Q_{n+1}}     |
|    |                       |                                                    | {\displaystyle \dots }      |